# Jaroslav Baška
Jaroslav Baška (* 5. dubna 1975, Považská Bystrica, Československo) je slovenský politik, v letech 2008–2010 Ministr obrany Slovenska. V současnosti zastává funkci poslance NR SR za stranu SMER - sociálna demokracia. V minulosti působil rovněž jako starosta obce Dohňany za koalici SMER-SD a ĽS-HZDS.

## Život

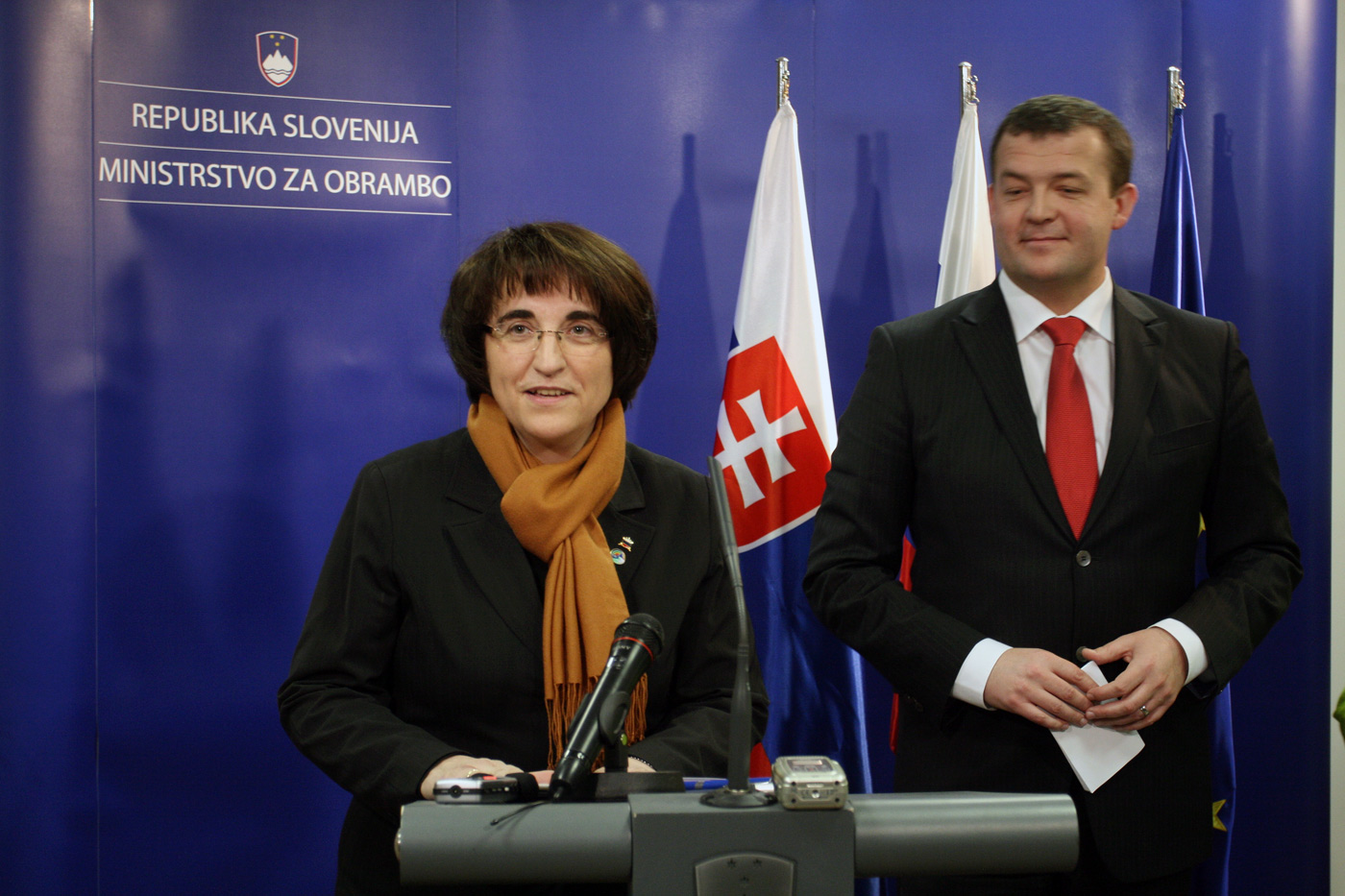
Jaroslav Baška při setkání s ministryní obrany Slovinska Ljubicí Jelušičovou (25. ledna 2010)

V roce 1998 absolvoval Žilinskou univerzitu v Žilině. Od té doby pracoval až do roku 2002 ve firmě "Matador" v Púchově.
V období let 2002-2006 působil ve funkci poslance NR SR za stranu SMER - sociálna demokracia (původně jen SMER). Byl členem Výboru NR SR pro lidská práva, národnosti a postavení žen. V roce 2006 byl v parlamentních volbách za poslance opětovně zvolen, poslanecký mandát však od 19. července 2006 neuplatňoval, jelikož byl jmenován na post státního tajemníka na ministerstvu obrany.
Dne 30. ledna 2008 byl jmenován do funkce ministra obrany za odvolaného Františka Kašického. V této funkci zůstal až do demise Ficovy první vlády po parlamentních volbách v roce 2010. V těchto volbách byl opět zvolen do funkce poslance za stranu SMER-SD a stal se členem Výboru NR SR pro obranu a bezpečnost.
V období od roku 2003 do roku 2006 působil jako starosta obce Dohňany (okres Púchov) za koalici SMER-SD a ĽS-HZDS. V parlamentních volbách v roce 2023 kandidoval na 8. místě kandidátní listiny SMERu-SD, získal 28 836 preferenčních hlasů a byl zvolen poslancem NR SR.
Je ženatý a má tři děti.